# 湘南ベルマーレスポーツクラブ
湘南ベルマーレスポーツクラブ（しょうなんベルマーレスポーツクラブ）は、Jリーグ・湘南ベルマーレが2002年4月に設立した特定非営利活動法人（神奈川県知事認証）である。

## 概要
地域密着型の総合型スポーツクラブを目指し、サッカー以外の競技に活動を広げると共に、地域のスポーツ振興活動を行っている。
サッカーでは、湘南ベルマーレ（株式会社法人）からジュニア及びジュニアユース部門を移管すると共に、小田原地区に中学生選抜チームの湘南ベルマーレ小田原OESTEを設立した。
また、Jリーグ百年構想に沿った総合的なスポーツクラブ作り定着を目指し、2001年6月にビーチバレーチームを、2001年12月にトライアスロンチームを発足し、2002年4月のNPO法人発足とともに、両チームが合流。さらに2005年2月にはソフトボールチームが発足した。トライアスロンチームは本来のトライアスロン活動にとどまらず、自転車ロードレースにも積極的に参加している。
2007年9月よりスタートする日本フットサルリーグに参戦する湘南ベルマーレフットサルクラブも、このスポーツクラブに含まれている。このフットサルチームは、神奈川県下の強豪チーム「P.S.T.C LONDRINA」のトップチームをベルマーレが傘下とした物で、サッカーチームとの関わりは無いが、将来的にはJリーグのシーズンオフ時にサッカー所属の選手がFリーグに参加できるシステムを模索していると、クラブカンファレンスなどでアナウンスがされている。
2013年4月1日、ソフトボール部門が厚木市ソフトボール協会の支援及び湘南ベルマーレ厚木女子ソフトボール後援会の運営に移管され、「厚木ソフトボールクラブ」に変更された。
2014年4月20日、7人制ラグビーチーム「Bell7」の発足を発表。
なお、2010年より活動している「湘南ベルマーレロードレーシングチーム」は同クラブの運営ではない。

## サッカー部門
- ジュニアユース
- ジュニア（2011年3月をもって活動休止）
- 湘南ベルマーレ小田原OESTE
- 湘南ベルマーレサッカースクール

## 所属選手

### ビーチバレー
- 川合俊一（代表者）
- 川合庶（俊一の実弟 GM）
- 渡辺聡（コーチ）
- 白鳥勝浩
- 尾崎睦
- 大川千穂

### トライアスロン
- 中島靖弘（ヘッドコーチ）
- 中込英夫（コーチ）
- 若杉摩耶文（育成コーチ）
- 益田大貴
- 戸原開人
- 若杉恵夢
- 佐藤千佳

### ソフトボール
2013年より厚木ソフトボールクラブへ移管。

### フットサル
湘南ベルマーレフットサルクラブを参照